# Дом, где жил П. С. Порецкий
Дом, где жил П. С. Порецкий — памятник истории местного значения в Жоведи. 

## История
Решением исполкома Черниговского областного совета народных депутатов от 26.06.1989 № 130 дому присвоен статус памятник истории местного значения с охранным № 3242 под названием Дом, где жил известный математик П. С. Порецкий (1846-1907 годы). На здании установлена информационная доска. 

## Описание
Дом построен в конце 19 века. Одноэтажный, деревянный дом. 
В доме последние годы жизни (1889-1907 годы) провёл русский астроном, математик Платон Сергеевич Порецкий. 
В 1977 году на дома установлена мемориальная доска (мрамор, 0,4х0,5 м).